# Hagmann & Hammerly
Hagmann & Hammerly war ein US-amerikanischer Hersteller von Automobilen.

## Unternehmensgeschichte
Die Herren Hagmann und Hammerly stellten zwischen 1896 und 1898 Fahrräder der Marke Volcano her.  Zwischen 1900 und 1901 vertrieben sie unter der Firmierung Hagmann & Hammerly Motorcar Company Fahrzeuge der St. Louis Motor Car Company. Außerdem verkauften sie Fahrzeuge von Locomobile.
Daneben fertigten sie ab 1902 in Chicago in Illinois Kraftfahrzeuge. Der Markenname lautete Hagmann & Hammerly. 1904 zog das Unternehmen innerhalb Chicagos um. 1905 endete die Fahrzeugproduktion.
Aus 1907 ist eine Anzeige der Hagmann & Hammerly Motorcar Company für Fahrzeuge der Cartercar Company überliefert. Danach verliert sich die Spur des Unternehmens.

## Fahrzeuge
Ab 1902 entstanden Dampfwagen. L. W. Sheppard gewann im Oktober 1902 mit einem der Fahrzeuge ein Rennen für Dampfwagen über eine Länge von einer Meile und bezwang dabei zwei Locomobile.
1905 erschien ein Fahrzeug mit einem Ottomotor. Es hatte einen wassergekühlten Zweizylindermotor mit 20 PS Leistung. Er trieb über ein Planetengetriebe und eine Kette die Hinterachse an. Das Fahrgestell hatte 224 cm Radstand. 
Die Karosserie war ein offener Tonneau mit seitlichem Zustieg. Gelenkt wurde mit einem Lenkrad, was damals noch nicht bei allen Fahrzeugen der Fall war.